# Thoracopterus
Thoracopterus is een geslacht van uitgestorven over het water glijdende straalvinnige beenvissen. Het was gebruikelijk in het late Midden-Trias en Laat-Trias in wat nu Europa en China is.

## Beschrijving
Thoracopterus had langwerpige borstvinnen, vergelijkbaar met de moderne vliegende vissen, die worden gebruikt om over water te glijden om te ontsnappen aan aquatische roofdieren. Thoracopterus is het vroegst bekende voorbeeld van glijden over water bij straalvinnigen.

## Soorten
- † Thoracopterus Bronn 1858
  - † Thoracopterus magnificus Tintori & Sassi 1987
  - † Thoracopterus martinisi Tintori & Sassi 1992
  - † Thoracopterus niederristi Bronn 1858
  - † Thoracopterus wushaensis Tintori et al. 2012